# فطرة
الفطرة  هي كلمة عربية تعني «الخِلْقة» أو «الصِّبْغة» التي خلق الله سبحانه عليها الإنسان. يمكن لكلمة الفطرة في السياق الصوفي ان تعني حدس أو بصيرة.كلمة الفطرة مشابهة للمصطلح «احساس رباني»..
حسب الديانة الإسلامية، ان الإنسان يولد مع معرفة فطرية عن التوحيد، هذا وإضافةً إلى الذكاء، الاحسان وكل الصفات التي تكون معنى الإنسانية، هي جزء من الفطرة. لهذا السبب يفضل بعض المسلمون ان ينعتوا من يعتنقوا الدين الإسلامي بالعائدين عوضاً عن المهتدين، إذ يعتقد انهم يرجعون إلى الحالة الصافية.
جسد النبيان إبراهيم  ومحمد ﷺ الفطرة الصافية الكاملة.
وفي صحيح البخاري عن أبي هريرة رضي الله عنه
قال نبي الله ﷺ " ما من مولود إلا يولد على الفطرة، فأبواه يهودانه وينصرانه ويمجسانه كمثل البهيمة تنتج البهيمة هل ترى فيها جدعاء؟.

## جذر الكلمة
- يفصل أو يشطر
- الانفتاح والظهور
- فعل معناه 'التقديم'، 'التوليد'.

## سنن الفطرة
للفطرة مركبان، الجسدي والروحاني. فطرة الجسد هي الجمال والكمال كما خلقها الله. رغم أن الله خلقها بصورة كاملة، مسموح للبشر ان يقوموا بتحسينها بواسطة طرق حللها الله، مثل الملابس، الاستحمام والعطور. هذه تغيرات سطحية وليست الفطرة الجوهرية.
ولكن، تغييرات جذرية للجسد لتلائم الذوق الشخصي أو اساليب الموضة الاجتماعية تُندد بأنها تغييرات محرمة وغير شرعية للفطرة.
عمليات لتغيير تشوهات سببها مرض ما أو حادث تعتبر ترميم وترجيع للفطرة، وليست تغييراً لها، ولذلك محللة.
سنن الفطرة (حرفياً. «عادات طبيعة») هي مجموعة من العادات الصحية والتجميلية التي وصى بها الرسول محمد (صلى الله عليه وسلم) بأنها منسجمة مع الفطرة:

عن عائشة (رضي الله عنها): محمد قال:
عشر من الفطرة: قص الشارب وإعفاء اللحية، والسواك، واستنشاق الماء، وقص الأظافر، وغسل البراجم، ونتف الإبط، وحلق العانة، وانتقاص الماء، يعني الاستنجاء" قال الراوي: ونسيت العاشرة إلى أن تكون المضمضة. رواه مسلم. (ًصحيح مسلم، II.502)